# Vallmanya
|  | Per a altres significats, vegeu «Vallmanya (desambiguació)». |

Vallmanya (popularment [bəl'maɲə], estàndard [bəʎ'maɲə], de vegades pronunciat [bəʎi'maɲə], oficialment en francès Valmanya), és una comuna de la comarca del Conflent, a la Catalunya del Nord.

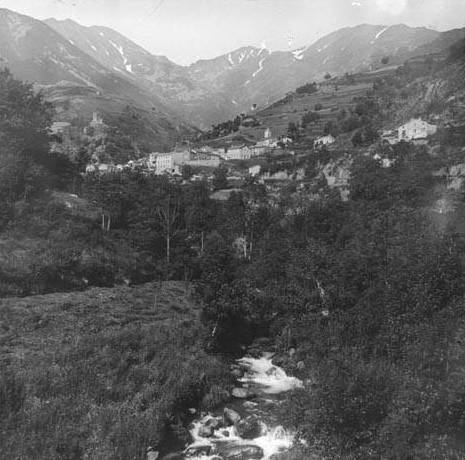
Vallmanya als voltants de 1890

A causa del seu paper i els seus patiments en la Segona Guerra Mundial (massacre de Vallmanya), la població rebé la Creu de Guerra 1939-1945. Vallmanya és el cinquè municipi amb menys població dels Països Catalans.

## Etimologia
Coromines explica el topònim Vallmanya a partir de l'expressió llatina vallem magnam (vall gran).

## Geografia

### Localització i característiques generals del terme

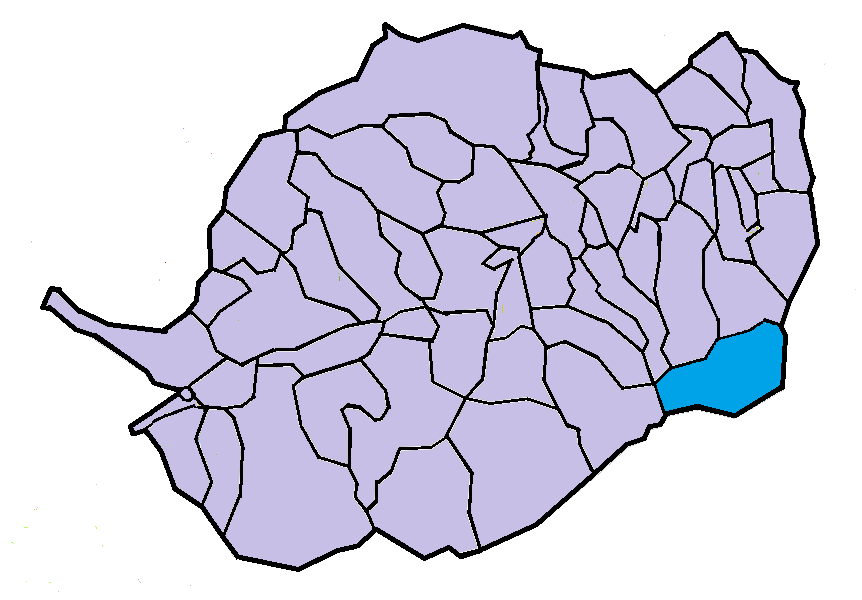
Situació de la comuna de Vallmanya en el Conflent

El terme comunal de Vallmanya, de 276.300 hectàrees d'extensió, és situat a la dreta de la Tet, lluny d'aquest riu, a l'extrem sud-oriental de la comarca del Conflent. És al límit amb les comarques del Rosselló i del Vallespir. Pertany a la subcomarca del Baix Conflent, i és veïna dels Aspres rossellonesos i del Vallespir. El terme s'estén en els contraforts orientals del Massís del Canigó. El cim del Canigó és a 383,3 m en línia recta de l'extrem occidental de la comuna, que és, de fet, una sola unitat geogràfica: la vall alta de la Lentillà, quan aquest riu davalla de ponent a llevant des dels peus del Canigó, abans que giri cap al nord, cosa que fa just a l'extrem de llevant del terme de Vallmanya, just abans d'entrar en el de Vallestàvia.
L'extrem meridional de la comuna és el contrafort oriental principal del Massís del Canigó, que separa les comunes de Cortsaví i Vallmanya i, per tant, les comarques del Vallespir i del Conflent. Des del mateix vessant sud-oriental del Canigó, formen aquesta carena la Serra del Rocnegre, que assoleix els 2.714 m alt, el Pic Gallinàs (2.451), el Puig de Pèl de Ca (2.105), el Coll de la Cirera (1.731) i el Puig de l'Estela (1.778). A l'oest, i girant cap a l'est, de manera que forma el límit nord-oest de la comuna de Vallmanya, es troben, des de la Serra del Rocnegre, el Puig Sec (2.665) i la Portella de Vallmanya, aquesta darrera tocant el Canigó. Cap a llevant s'estén la carena formada per la Cresta de Barbet, de 2.489 m alt, el Ras del Prat de Cabrera i el Puig dels Becís, de 1.729,3.
Bona part del terme comunal, a l'entorn dels 2.000 metres d'altitud, està ocupada pel gran Bosc de Vallmanya. A la zona dels contraforts als del Canigó, dins del terme de Vallmanys es troben el Refugi forestal de l'Estanyola, l'Abric del Pinetell i el Refugi dels Masos, tots tres freqüentment emprats pels excursionistes.
Termes municipals limítrofs:
| Taurinyà                   | Estoer / Vallestàvia |            |
|                            |                      | La Bastida |
| Vernet / Castell de Vernet | Cortsaví             |            |

### El poble de Vallmanya

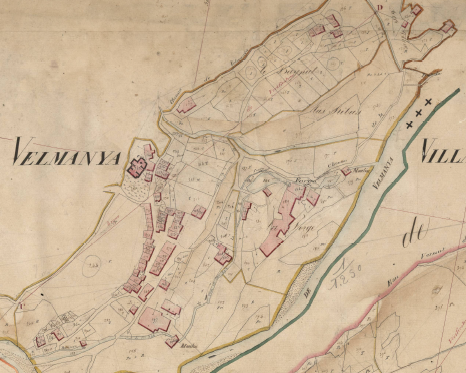
Vallmanya en el Cadastre napoleònic del 1812 (Arxius Departamentals dels Pirineus Orientals)

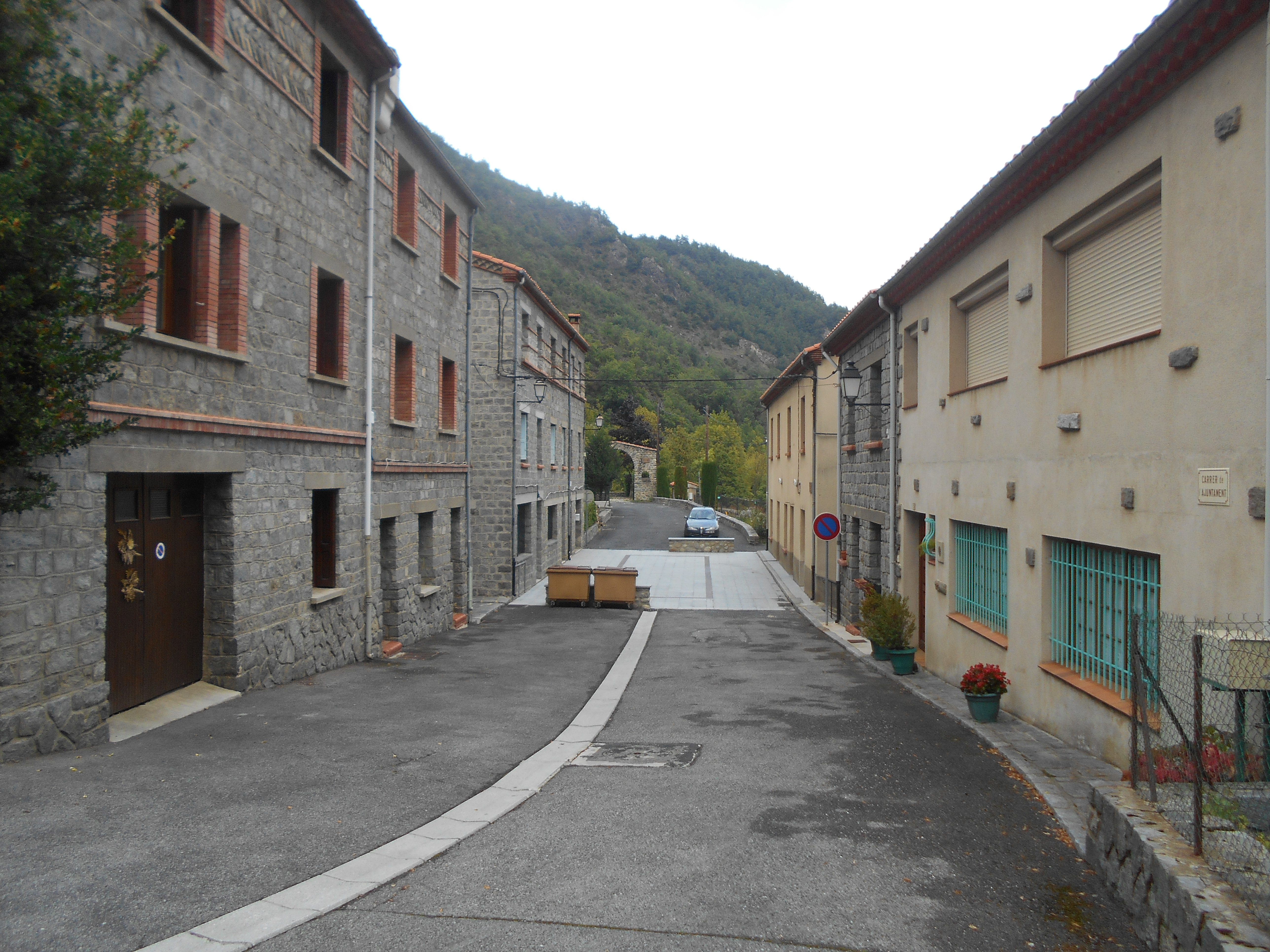
Carrer Major del poble, del tot refet després del 1945

El poble de Vallmanya es troba quasi a l'extrem nord-est de la comuna, a l'esquerra de la Lentillà, en un lleuger coster que té en el seu punt més elevat l'església parroquial de Sant Vicenç de Vallmanya, majoritàriament del segle xviii, però que conserva vestigis del primitiu temple romànic. L'església té el cementiri parroquial i municipal a l'entorn seu. A l'extrem de llevant del poble hi ha el petit barri del Veïnat, o de la Forja, on hi havia hagut l'establiment que li dona nom.
Es tracta d'un poble de nova construcció, refet íntegrament després dels fets de la Massacre de Vallmanya, quan les forces alemanyes, amb el reforç dels francesos partidaris del Règim de Vichy, arrasaren completament el vilatge, amb dures represàlies humanes damunt de la població, els membres de la Resistència francesa i els guerrillers que s'estaven a la Pinosa. No queda, dins del nucli principal de la població, cap edifici anterior al 1945, llevat de l'escola, ara Casa del Comú, i de l'església de Sant Vicenç.

### El veïnat dels Masos

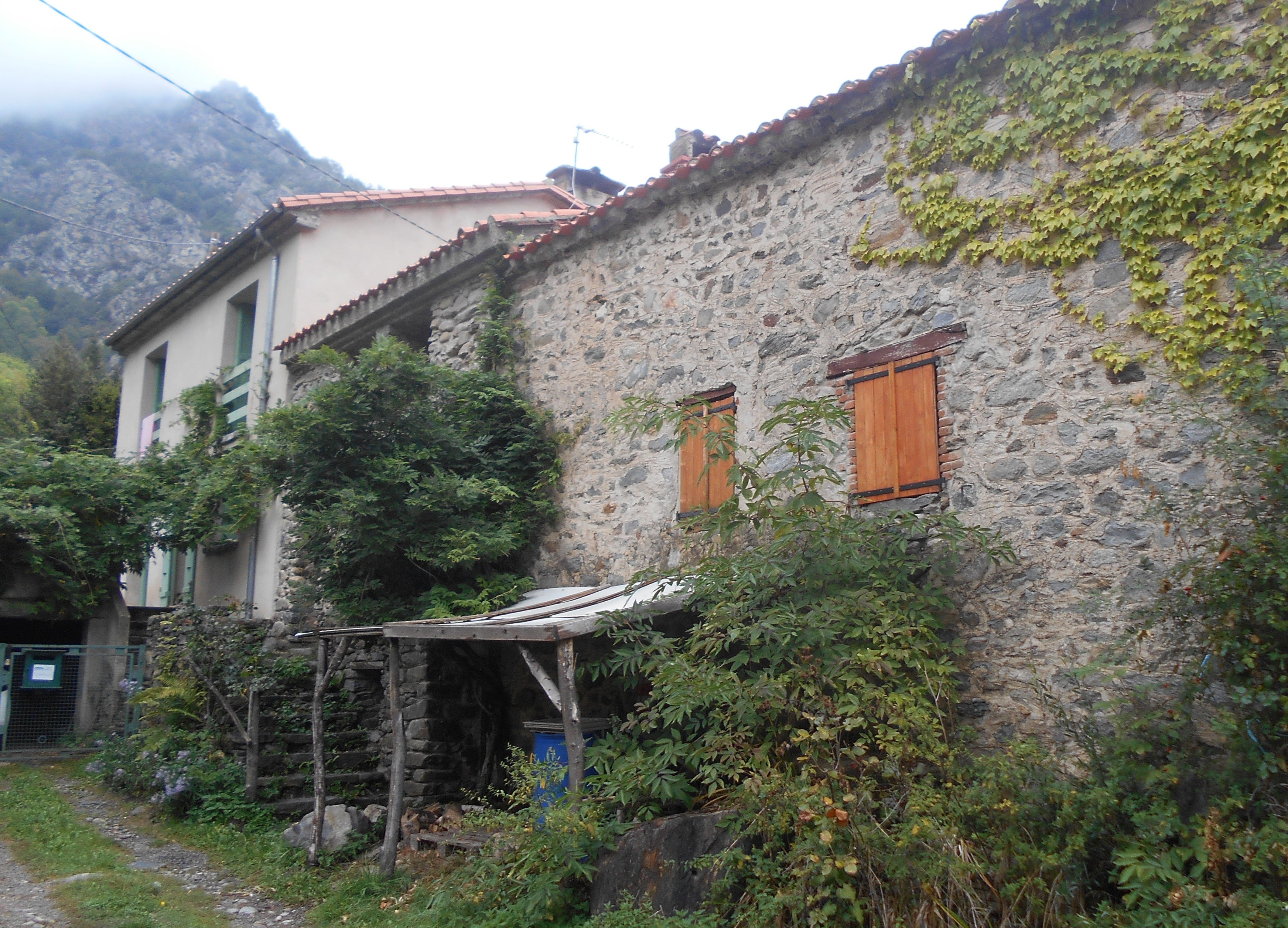
Els Masos de Vallmanya

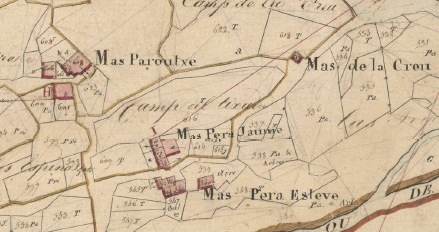
Els Masos en el Cadastre napoleònic del 1812 (Arxius Departamentals dels Pirineus Orientals)

El petit veïnat dels Masos és a quasi dos quilòmetres al sud-oest del poble de Vallmanya, al final de la carretera D - 13d (Vallmanya - els Masos). Els masos que formen el veïnat, d'hàbitat dispers, són els de Perutxa, amb tres edificis, Pere Esteve, amb dos, Pere Jaume, també amb dos (de fet, un continuïtat de l'altre: possiblement es tracta de l'edifici vell i el nou al seu costat) i de la Creu. El darrer és una mica desplaçat al nord-est, en la direcció del poble de Vallmanya. Hi ha també les restes d'una farga destruïda en uns aiguats del segle xvii.
Els Masos és un punt de partida habitual en les excursions d'ascens al Massís del Canigó, travessant el Bosc del Canigó, passant pel Refugi dels Cortalets o el de Prat Cabrera, cap al nord-oest, o pels de l'Estanyol i del Pinetell, cap al sud-oest.

### Castell de Vallmanya, o del Burc

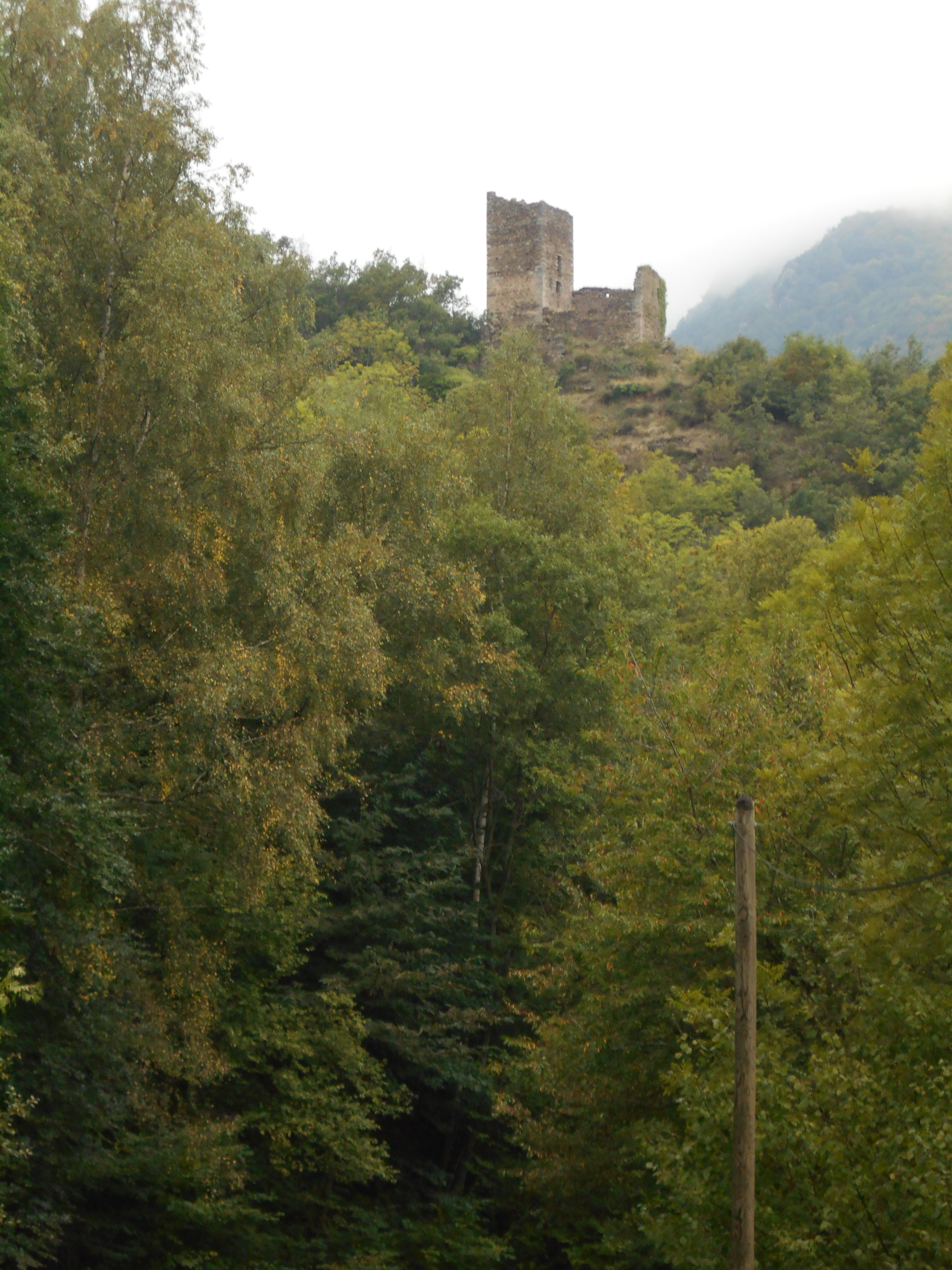
El castell

El Castell de Vallmanya està situat dalt d'un turó a la dreta de la Lentillà i a l'esquerra de la Ribera del Castell, a prop i al sud-oest de l'interfluvi d'aquests dos cursos d'aigua i davant, també al sud-oest, del poble de Vallmanya, que queda a uns 350 metres en línia recta. En queden algunes restes, entre les quals destaca la torre principal.

### L'ermita de Sant Vicenç
Sant Vicenç és una petita ermita situada damunt d'una roca del poble de Vallmanya, a 570 metres en línia recta al nord-est del poble.

### Les mines de la Pinosa
En el vessant nord-occidental del Puig de l'Estela hi ha les antigues mines de la Pinosa, que foren explotades alhora que les Mines de Vetera. Durant l'ocupació alemanya arran de la Segona Guerra Mundial, les mines de la Pinosa acolliren els membres de la resistència que protagonitzaren els fets que desembocaren en la Massacre de Vallmanya.

### Els masos del terme
Vallmanya conserva algunes de les seves construccions aïllades, si bé bastants d'abandonades, avui dia. S'hi troben la Barraca del Pinetell, Can Laguerra, abans Mas d'en Pere Esteve, Can Mari, abans Mas d'en Pere Jaume, Can Perutxa, o Mas d'en Perutxa, el Casot del Ponet, el Cortal de la Beçosa, el Cortal de la Palla, el desaparegut Cortal o Mas de la Tomasa, endut per l'aiguat del 1940, el Cortal del Prat d'en Faura, o del Ferrerot (nom antic, en desús), el Cortal del Riu Roig, o d'en Badona, abans d'en Bodiera, el Cortal del Solà, el Cortal del Tallat Vell, el Cortal de Maçanet, el Cortal d'en Mateu, abans d'en Camó, el Cortal d'en Prats, abans Mas de la Creu, el Cortal d'en Santó (nom antic, en desús), el Cortal d'en Solera, o de la Beçosa, un altre Cortal de la Solera, el Forn de Calç de Grillera, la Jaça d'en Vilallonga, abans Cortal d'en Camó, el Mas, abans Cortal, dels Cabanats, el Mas d'en Poncí, o Mas Sant Julià, el Mas d'en Vernedes, abans d'en Marí, el Mas Nou, el Mas Verjau, o Can Verjau, l'Orri, o la Jaça, d'en Tura, abans Cortal d'en Noell, i els Orris de la Tartera. A part, cal tenir en compte les restes de la capella de Sant Pere, la de Sant Vicenç, l'antiga Central Elèctrica, i el refugi de muntanya de la Casa Forestal de l'Estanyola.

### Hidrografia

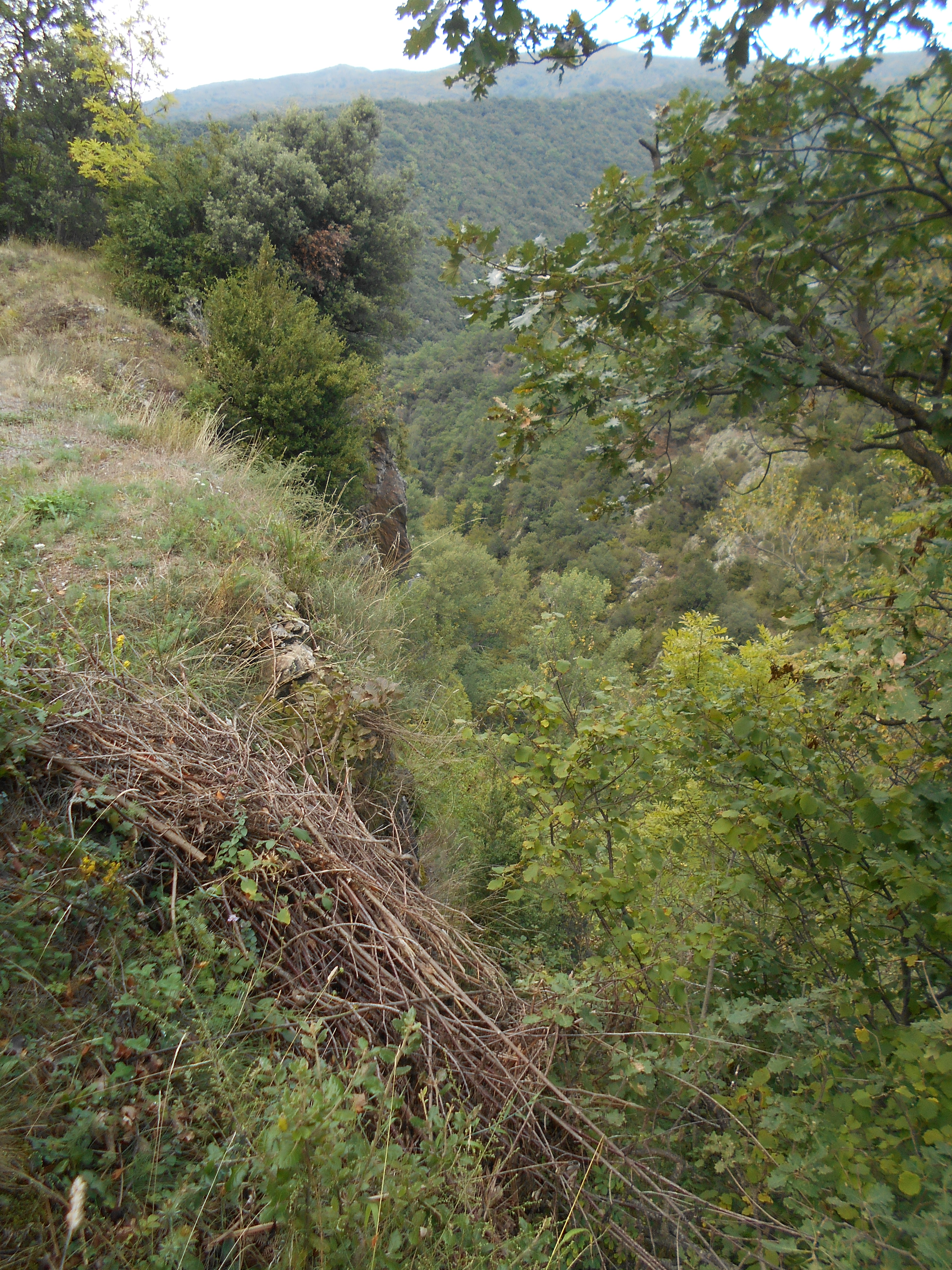
La Lentillà, amb el seu curs molt enfonsat respecte del terreny de l'entorn

La Lentillà, en la seva conca alta, és el riu vertebrador del terme de Vallmanya, mentre discorre d'oest a est (en sortir del terme de Vallmanya aquest riu torç cap al nord, direcció bàsica de la resta del seu curs. Durant el seu pas pel terme de Vallmanya, la Lentillà rep l'afluència de tot d'altres cursos d'aigua. Es forma als Plans de Barbet, a llevant de la Portella de Vallmanya i al sud-est del Pic Baix del Canigó, des d'on davalla cap a l'est i rep aviat per l'esquerra el Còrrec de la Congesta Grossa. Tot seguit continua cap a llevant, i rep diversos torrents de muntanya més, fins que rep per l'esquerra el Còrrec de la Carnisseria, o del Prat del Prior i, tot seguit, el del Roc dels Pasquers; més avall, ja a la Coma Fosca, rep per la dreta el Còrrec del Roc Negre, que aporta també els còrrecs del Pla de les Eugues, del Gavetar i del Pla de la Feda. Ja a l'Orri Vell rep per l'esquerra el Còrrec de la Tartera i després el de l'Orriot i el del Roc Roig, que s'uneixen poc abans d'arribar a la Lentillà. En poc tros encara rep per l'esquerra el Còrrec del Clot del Paradet i el de Tallensó. Després, i ja a prop dels Masos, encara per l'esquerra rep el Còrrec de la Font del Llegumar, i tot seguit, passats els Masos, un altre Còrrec del Roc Roig, amb el de Patriques. Després, el Còrrec del Tallat dels Fargaires, o de la Tallada del Rat, el de la Vernosa i el de l'Argentinosa. Ja en el poble, rep per la dreta l'afluent més important: la Ribera del Castell, que articula la major part del sector meridional del terme.
La Ribera del Castell es forma entre el Bosc de la Vila i l'Assalador per la unió de diversos cursos d'aigua, la major part que davallen de la carena que separa el terme de Vallmanya del de Cortsaví: Còrrec de la Font Negra, Còrrec de la Font Freda, Còrrec del Solà de la Pelosa i Còrrec del Bosc de la Vila. Tot seguit, s'adreça cap al poble de Vallmanya, deixant a l'esquerra, just abans d'unir-se a la Lentillà, el turó on es troba el Castell de Vallmanya. Passat el poble, la Lentillà continua rebent afluents, sobretot per l'esquerra: Còrrec dels Camps de Vinagre, Còrrec del Solà, Còrrec del Roc Roig (el tercer així anomenat) i Còrrec del Camp de les Nantilles. Ja a prop de l'extrem est del terme, la Lentillà rep per la dreta un altre dels cursos d'aigua més rellevants del terme: la Ribera de la Rabassa, que vertebra tot el sector de llevant del terme.
La Ribera de la Rabassa es forma en el vessant nord-est de la Serra de la Gallinassa, a llevant del Pic Gallinàs, on neix el Còrrec de Gallinassa, al qual s'uneixen el del Pèl de Ca, el de l'Estanyol, el del Mener amb el de la Pinoseta, el de la Pinosa, el del Serrat Magre, el de Repalona, el del Pas Ample, abans d'afluir en la Lentillà. Ja a l'extrem oriental del terme, i procedent del terme de la Bastida, arriba el Riu Fred, amb els còrrecs de Poncí i de Grillera. Ja a punt de sortir del terme de Vallmanya cap al de Vallestàvia, al Pas de Riu Roig, s'uneixen a la Lentillà el Riu Roig i el Còrrec de Capellet, o de Pixeret.
Vallmanya té algunes fonts significatives: la Font de la Portella, la del Barbet, la del Còrrec del Roc dels Pasquers, la del Gavetar, la dels Coscolls i la de Poncí.

### Orografia
L'accidentada orografia del terme comunal de Vallmanya propicia que hi hagi nombrosos topònims que indiquen formes de relleu. Així, s'hi poden trobar obagues: el Bac, el Bac de Fontfreda, el del Casal, el del Castell, el de l'Estanyol, el del Faig, el del Mener Nou, o de Sant Miquel, el de l'Orri, el del Salze, el del Trentí, o del Pas Ample, i el de Saliat; bosc: el Bosc de la Vila, el de Patriques, el de Santa Maria, la Noguereda; clots: el Clot, els Clots de Baix, els Clots de Dalt, el Clotàs, el Clot del Canigó i el Clot de Vellut; collades: Collada de la Tartera, Collada del Burro, Collet, o Coll de la Cirera, Coll de la Feda, Coll de la Serra del Roc Negre, Coll d'en Tillet, Collet de Capellet, Collet dels Becís, Collet dels Isards, Collet de Pei, la Portella, la Portella Baixa de Vallmanya, la Portella de Vallmanya i la Portella Picada; comes: la Coma Fosca; congestes: la Congesta Grossa; muntanyes: la Penya Blanca, el Pic Baix del Canigó, el Pic de les Anyelles, el Pic Gallinàs, el Puig Barbet, el Puig de l'Estela, el Puig del Roc Negre, el Puig dels Becís, el Puig del Trucador, el Puig de Pèl de Ca, el Puig de Sant Pere, el Puig Sec, Roca Blanca, Roca Gelera, Roc de la Sornixa, Roc del Corbàs, Roc del Cucut, Roc de l'Escala, Roc de les Molleres, Roc de l'Òs, Roc dels Pasquers, Roc de Marçal, Roc Negre i dos Roc Roig; plans: el Pla de la Pilota, el Pla de les Eugues, o de les Eugues de Dalt, el Pla de les Eugues de Baix, el Planer del Barbet, els Plans de Barbet; serres i serrats: Serra de la Gallinassa, Serra de la Muntanya, Serra de la Roqueta, Serra de les Anyelles, Serra de Pèl de Ca, Serra del Pla de les Eugues, Serra de Roc Negre, Serra dels Becís, Serra de Prat Cabrera, Serra de Prat Mitjà, Serrat de la Rabassa, Serrat d'en Feliu, i Serrat Magre; solanes: el Solà, el Solà de Gallinassa, el de la Pelosa, el de la Tartera, el del Castell, el de l'Oriol, la Solana (dues de diferents) i la Solana de la Rabassa.

### El terme comunal

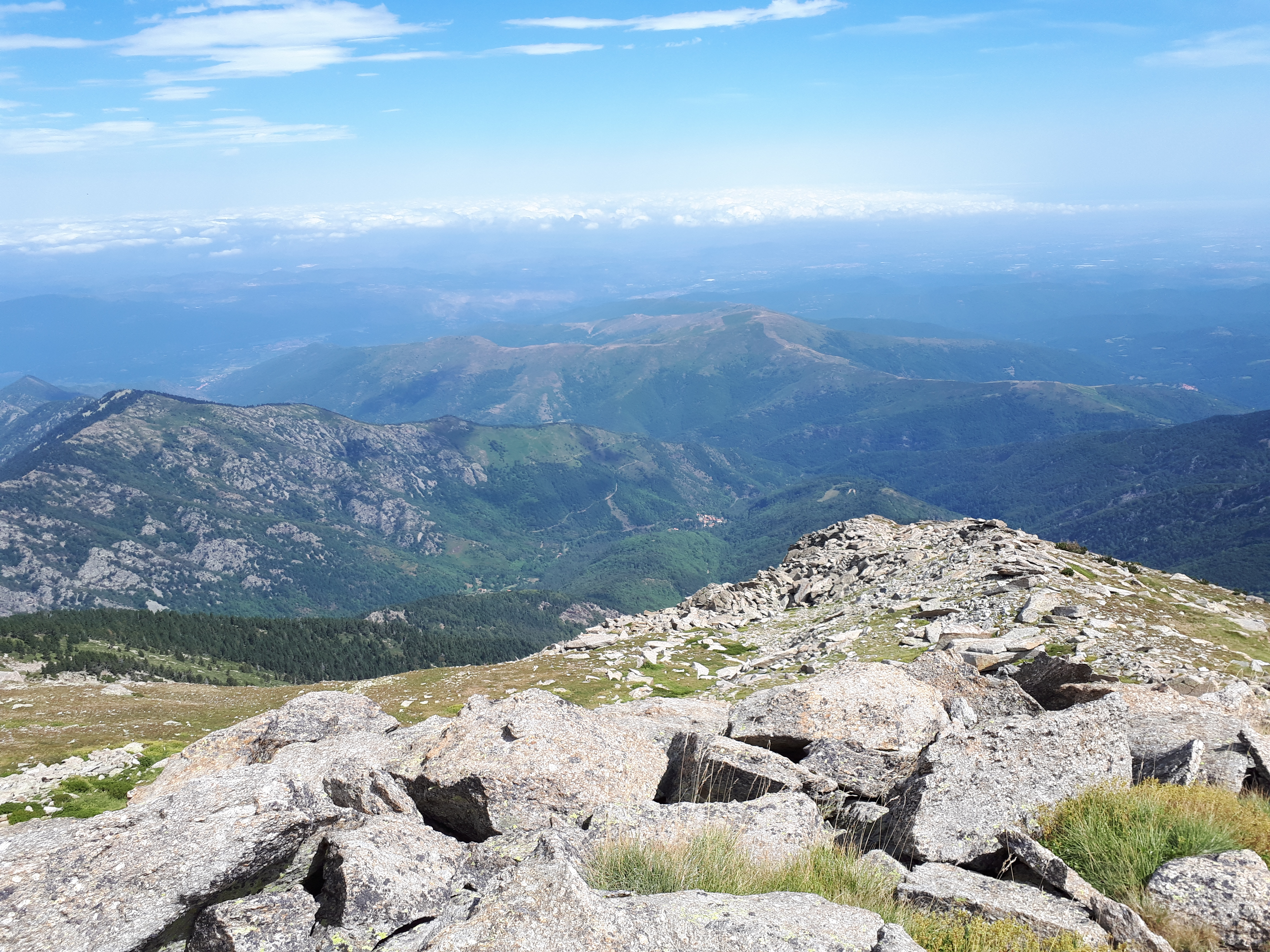
El poble de Vallmanya, a la vall de Lentillà, vist des de Pic Gallinàs (que es troba al limit sud de la comuna).

Les partides i indrets específics del terme de Vallmanya són les Anyelles, Aquí Davant, l'Argentinosa, l'Assalador, el Barbet, Baus, la Beçosa, els Cabanats, el Camp de l'Abat, el Camp de la Calç, el Camp de la Casa, el Camp de la Creu, el Camp de la Jaça, el Camp del Cabanal, el Camp del Comal, el Camp de l'Era, el Camp de les Nantilles, el Camp de l'Espinàs, el Camp del Falguer, el Camp de l'Ordi, el Camp del Salvador, el Camps dels Cirers, el Camp del Teixidor, el Camp de Santa Maria, el Camp de Sant Pere, els Campets, el Camp Gran, el Camp Llarg, el Campot, els Camps de Vinagre, el Capellet, la Carnisseria, els Casals del Ponet, el Castell, Cinc Creus, les Conques, el Cotiu de Repalona, la Descàrrega, les Escales (dues de diferets), les Espinasses, les Esquerdes, l'Estanyol, l'Estanyolet, el Faig Gros, les Falgueroses, les Feixes, la Fonollera, Font de Secler, Font del Canigó, Font del Sastre, Font del Serrador, Font Negra, el Gavetar, Grillera, la Guillatera, la Jaça, la Jaça de la Ramada, la de les Anyelles, la del Peirer, les Jaces, les Jacetes, la Llosa Ampla, la Llosa Negra, Maçanet, les antigues mines dels Meners, del Mener de Sant Miquel, del Mener de Vilafranca, del Mener Nou, dels Meners de la Pinosa, dels Meners de Repalona, la Mollera Llarga, o les Molleres Llargues, el Noguer del Solà, l'Orri de les Cabres, l'Orriot, l'Orri Vell, el Pallat, o Pallat de Jordi, la Pelosa, el Pas de Riu Roig, els Pasquers, Patriques, el Pèl de Ca, el Pinetell, la Pinosa, la Pinoseta, el Pi Sec, Poncí, el Pont de la Terra, el Prat de Dellà (dos de diferents), el Prat de la Fargassa, el Prat del Mig, el Prat d'en Faura, el Prat de l'Orri de les Cabres, el Prat Mitjà, el Prat Vell, la Rabassa, Ras de Prat Cabrera, Rata penada, Repalona, el Ribàs, les Ribes, les Ribes de Mal Pas, el Rost, la Roureda, Santa Maria, Sant Vicenç, Sicret, la Tallada del Rat, la Tallada d'en Pau, el Tallat Vell, Tallensó, o el Tallat d'en Só, Tambonissa, la Tomasa, la Vernosa i Vilafranca.
Alguns dels topònims indiquen senyals termenals, com el Piló del Pla de la Pilota, la Roqueta, o Roc de la Roqueta, .
El Bosc estatal del Canigó, situat en els contraforts septentrionals de la muntanya del mateix nom, s'estén en part dins del terme de Vallmanya. És un extens bosc que es reparteix entre nou comunes, totes del Conflent: Castell de Vernet, Clarà i Villerac, Estoer, Fillols, Pi de Conflent, Taurinyà, Vallestàvia, Vallmanya i Vernet

## Transports i comunicacions

### Carreteres
Una sola carretera travessa el terme de Vallmanya: la D - 13 (D - 2, a Trevillac - D - 618, a Prunet i Bellpuig, que travessa el terme de nord a sud per l'extrem oriental del terme i permet enllaçar Vallmanya d'una banda amb Vallestàvia, Finestret, Vinçà, Tarerac i la Fenolleda, i de l'altra amb la Bastida i Prunet i Bellpuig, dels Aspres rossellonesos.

### Transport públic col·lectiu
Vallmanya no té cap servei de transport públic habitual. Com altres pobles petits, disposa del TAD (Transport a la demanda).

### Ferrocarril
Pel terme de Vallmanya passava el ferrocarril que servia per a baixar el material de les Mines de Vetera i de Pinosa cap al Vallespir, en la seva variant de la Pinosa. Actualment està desmantellat, però el seu traçat serveix com a camí de muntanya. Arribava fins al Mener de Rapalona.

### Els camins del terme
Els camins interiors del terme de Vallmanya són el de Grillera, o del Forn de Calç de Grillera, el de la Beçosa al Mas Verjau, dos camins de la Farga del Llec, el de l'Assalador, el de l'Orri, el del Pinetell, el dels Cabanats, el dels Masos, el Camí Vell del Mas Verjau i el Camí Vell dels Cabanats. La resta de camins existents enllacen Vallmanya amb els pobles i termes veïns: el GR - 10, anomenat Balcó del Canigó, el Camí d'Arles, el Camí de Ferro de la Pinosa, el Camí de la Bastida, el de Vallestàvia, el de Vilafranca, el Camí Vell de la Bastida, la Ruta de la Bastida i la de Vallestàvia, o de Vinçà.

## Activitats econòmiques
L'explotació dels recursos naturals havia estat tradicionalment la base de l'economia de Vallmanya: la forestal i la minera (l'agricultura i la ramaderia hi tenen una presència quasi testimonial). El bosc ocupa la major part del terme, cosa que donava peu tradicionalment a un ample aprofitament de la fusta, actualment gairebé del tot desapareguda; en el moment actual, els boscs de Vallmanya estan inclosos en el Bosc Estatal del Canigó. Els vessants nord-occidentals del Puig de l'Estela tenen les importants mines de ferro de la Pinosa, dins del mateix jaciment subterrani de les Mines de Vetera, que són en terme de Cortsaví, en els vessants meridionals de la mateixa muntanya. Foren explotades al llarg dels segles XIX i XX, però deixaren d'aprofitar-se, cosa que provocà la crisi del sector i, de retruc, del poble de Vallmanya.

## Història

### Edat Antiga
En el subsòl d'alguns indrets del terme s'ha trobat acumulacions d'escòria de ferro, que corresponen a baixos forns d'època romana, almenys.

### Edats Mitjana i Moderna
El lloc de Vallemagna està documentat des de l'any 950 (Vallis Magna el 981) com a pertinença de l'abadia de Sant Miquel de Cuixà, que el 1011 ja hi explotava mines de ferro. La senyoria del lloc pertangué al monestir fins a la fi de l'Antic Règim.

### Edat Contemporània
Durant la Segona Guerra Mundial, el poble de Vallmanya visqué els primers dies d'agost del 1944 els fets coneguts com la Massacre de Vallmanya, que comportaren la pràctica total destrucció del poble, que posteriorment fou reconstruït. Al llarg de tota la guerra, la Resistència Francesa es feu forta en aquesta zona del Conflent, on havia estat especialment ben acollida. Prèviament, el Mas Barjau i la Pinosa havien estat el centre d'actuació del maquis Henri Barbusse, en la qual destacà el capità de la resistència Julien Panchot (ferit, capturat, salvatgement torturat i assassinat pels nazis a la Pinosa durant la Massacre de Vallmanya) i de la cadena d'evasió Sabot, pertanyent a la xarxa francobelga Saint-Jeanne, en la qual tingué un paper essencial el mestre del poble, René Horte, que acollia els fugitius dels alemanys a l'escola de Vallmanya (el 1943 hi foren sorpresos per la Gestapo, tot i que Horte pogué escapar-se amb els fugitius; la seva muller, però, que s'havia quedat a casa, fou capturada i deportada a Ravensbruck). Cada any, el primer diumenge d'agost, se celebren uns actes commemoratius dels fets a Vallmanya.
El poble fou convertit el 1965 en un centre de vacances dels bombers de París, un village de vacances, que va deixar de funcionar l'any 1995, moment en què els edificis foren venuts a particulars.

## Demografia

### Demografia antiga
La població està expressada en nombre de focs (f) o d'habitants (h)
| 10 f | 10 f | 6 f | 35 f | 17 f | 223 h | 55 f |

### Demografia contemporània
| Evolució de la població |      |      |      |      |      |      |      |      |
| 1793                    | 1800 | 1806 | 1821 | 1831 | 1836 | 1841 | 1846 | 1851 |
| 290                     | 234  | 324  | 309  | 386  | 386  | 379  | 390  | 355  |

| 1856 | 1861 | 1866 | 1872 | 1876 | 1881 | 1886 | 1891 | 1896 |
| ---- | ---- | ---- | ---- | ---- | ---- | ---- | ---- | ---- |
| 358  | 349  | 318  | 325  | 405  | 327  | 409  | 327  | 306  |

| 1901 | 1906 | 1911 | 1921 | 1926 | 1931 | 1936 | 1946 | 1954 |
| ---- | ---- | ---- | ---- | ---- | ---- | ---- | ---- | ---- |
| 409  | 421  | 422  | 401  | 266  | 306  | 176  | 44   | 57   |

| 1962 | 1968 | 1975 | 1982 | 1990 | 1999 | 2005 | 2010 | 2014 |
| ---- | ---- | ---- | ---- | ---- | ---- | ---- | ---- | ---- |
| 51   | 63   | 29   | 32   | 30   | 18   | 26   | 43   | 39   |

Fonts: Ldh/EHESS/Cassini fins al 1999, després INSEE a partir deL 2004

### Evolució de la població

Població 1962-2008

## Administració i política

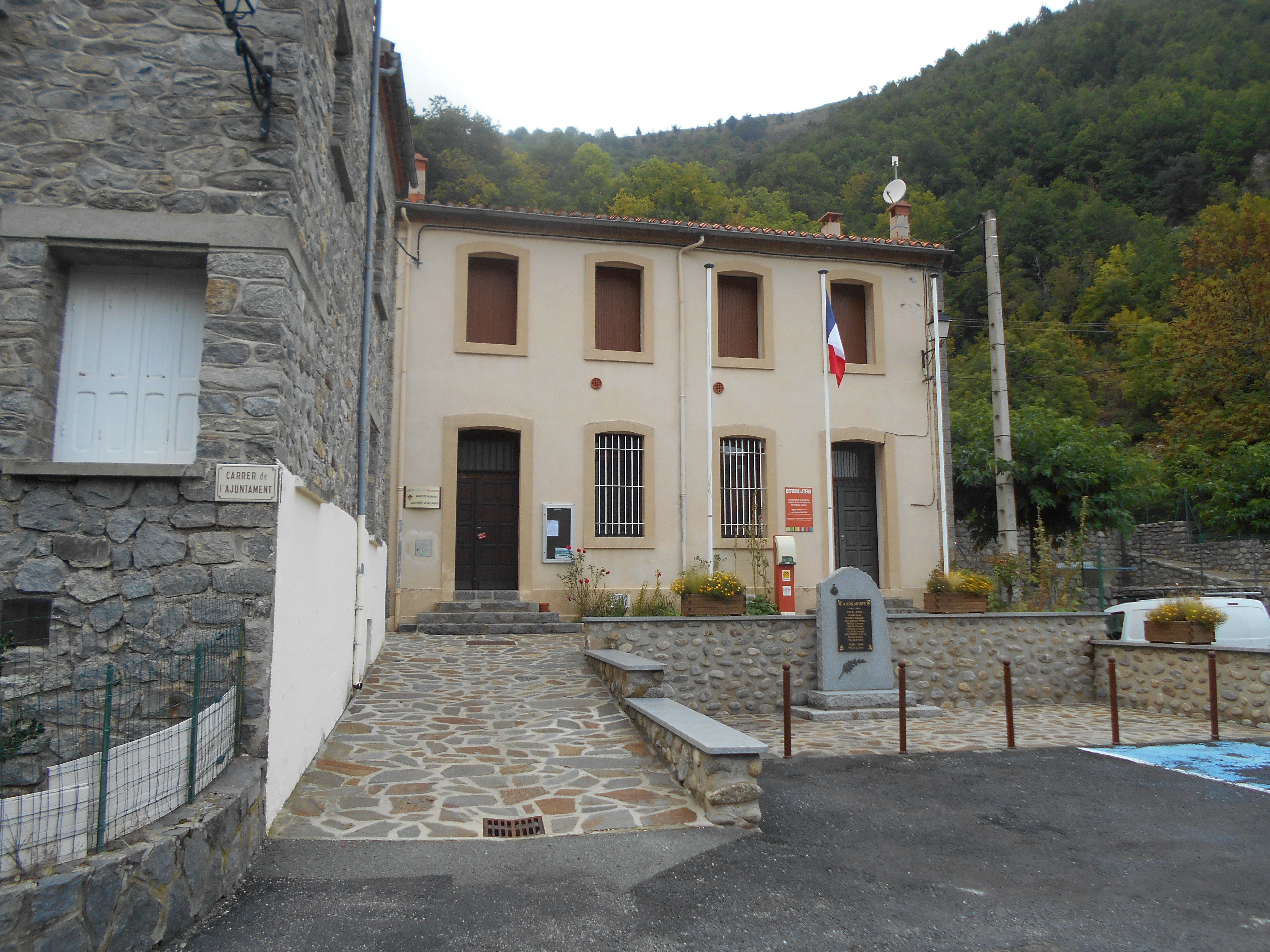
La Casa del Comú i antiga escola del vilatge

### Batlles
| Alcalde             | Període                       |
| ------------------- | ----------------------------- |
| François Mary       | 1792 - 1799                   |
| Vincent Solera      | 1799 - 1813                   |
| Jean Solera         | 1813 - 1816                   |
| Vincent Solera      | 1816 - 1823                   |
| Michel Noell        | 1823 - 1831                   |
| Paul Delclos        | 1831 - 1833                   |
| Vincent Solera      | 1833 - 1834                   |
| Michel Pacull       | 1834 - 1838                   |
| Jean Solera         | 1838 - 1846                   |
| Jean Solera         | 1838 - 1846                   |
| Pierre Vidalet      | 1846 - 1848                   |
| Jean Solera Baux    | 1848 - 1865                   |
| Pierre Solera       | 1865 - 1871                   |
| Jean Mary           | 1871 - 1871                   |
| Sauveur Serre       | 1871 - 1873                   |
| Michel Solera       | 1873 - 1874                   |
| Pierre Solera       | 1874 - 1876                   |
| Michel Solera       | 1876 - 1882                   |
| Jean Souris         | 1882 - 1884                   |
| Pierre Baux         | 1884 - 1884                   |
| Michel Solera       | 1884 - 1888                   |
| Louis Baxes         | 1888 - 1904                   |
| Jean Pacull         | 1904 - 1919                   |
| Philippe Vidal      | 1919 - 1920                   |
| Pierre Cassou       | 1920 - 1925                   |
| André Mary          | 1925 - 1935                   |
| Jean Peyrevidal     | 1935 - 1938                   |
| André Mary          | 1938 - 1940                   |
| Pierre Gource       | 1940 - 1941                   |
| Abdon Robert Casso  | 1941 - Setembre del 1944      |
| René Horte          | Setembre del 1944 - 1945      |
| Abdon Robert Casso  | 1945 - 1947                   |
| Aimé Mary           | 1947 - Març del 1977          |
| Jean-Marc Monserrat | Març del 1977 - Moment actual |

### Legislatura 2014 - 2020

#### Batlle
- Jean-Marc Monserrat.

#### Adjunt al batlle[14]
- Sophie Lesage - Mary.

#### Consellers municipals
- Michel Molés
- Daniel Songeon
- Carole Tarraso - Erb
- Jeanne Violland
- Chantal Vivet.

### Adscripció cantonal

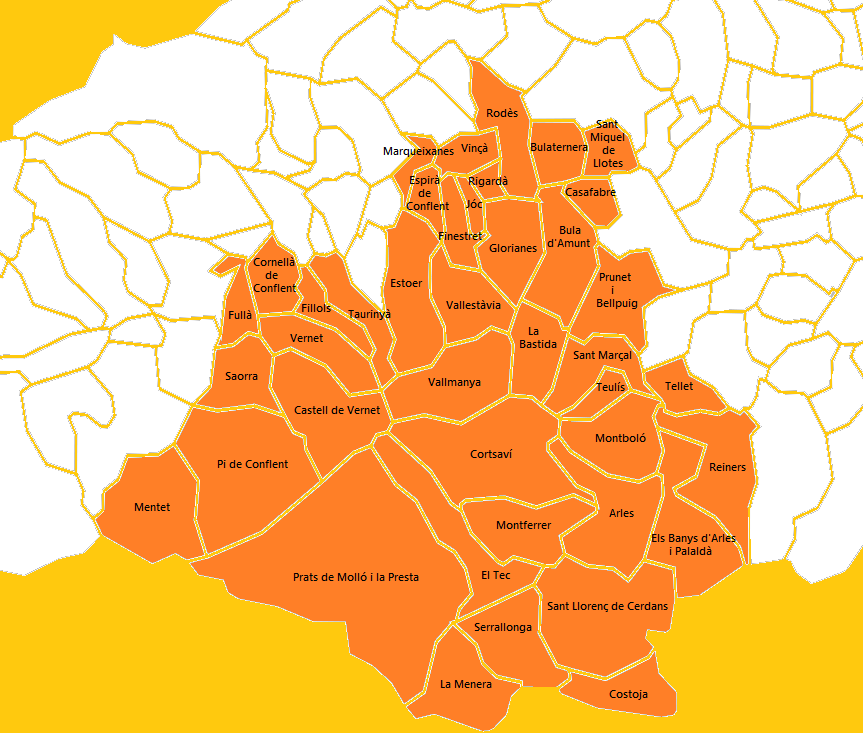
Mapa del Cantó del Canigó

A les eleccions cantonals del 2015 Vallmanya ha estat inclòs en el cantó número 2, denominat El Canigó, amb capitalitat al poble dels Banys d'Arles, de la comuna dels Banys i Palaldà. Està format per les viles d'Arles, Prats de Molló i la Presta, Sant Llorenç de Cerdans, del Vallespir, i Vinçà, del Rosselló, i els pobles del Conflent de Castell de Vernet, Cornellà de Conflent, Espirà de Conflent, Estoer, Fillols, Finestret, Fullà, Glorianes, Jóc, Marqueixanes, Mentet, Pi de Conflent, Rigardà, Rodès, Saorra, Taurinyà, Vallestàvia, Vallmanya i Vernet, els del Rosselló de la Bastida, Bula d'Amunt, Bulaternera, Casafabre, Prunet i Bellpuig, Sant Marçal, Sant Miquel de Llotes, Tellet i Teulís, i els del Vallespir dels Banys i Palaldà, Cortsaví, Costoja, la Menera, Montboló, Montferrer, Reiners, Serrallonga i el Tec forma part del cantó número 2, del Canigó (nova agrupació de comunes fruit de la reestructuració cantonal feta amb motiu de les eleccions cantonals i departamentals del 2015). Són conselleres per aquest cantó Ségolène Neuville i Alexandre Reynal, tots dos del Partit Socialista francès.

### Serveis comunals mancomunats
Vallmanya forma part de la Comunitat de comunes de Conflent - Canigó, amb capitalitat a Prada, juntament amb Prada, Arboçols, Campome, Campossí, Canavelles, Castell de Vernet, Catllà, Clarà i Villerac, Codalet, Conat, Cornellà de Conflent, Escaró, Espirà de Conflent, Estoer, Eus, Finestret, Fillols, Fontpedrosa, Fullà, Jóc, Jújols, Marqueixanes, els Masos, Mentet, Molig, Mosset, Noedes, Nyer, Oleta i Èvol, Orbanyà, Orellà, Pi de Conflent, Rià i Cirac, Rigardà, Saorra, Serdinyà, Soanyes, Sornià, Tarerac, Taurinyà, Toès i Entrevalls, Trevillac, Vallestàvia, Vernet, Vilafranca de Conflent i Vinçà.

## Ensenyament i Cultura
Vallmanya no té actualment cap centre d'ensenyament, atesa la poca població de la comuna; l'edifici de l'antiga escola acull actualment diversos serveis comunal, des de la Casa de la Vila fins al cafè del poble. Els centres d'ensenyament maternal i primari més propers són els públics de Cornellà de Conflent, Marqueixanes, Prada, Taurinyà, Vernet o Vinçà. Pel que fa a secundària, els col·legis d'Arles, Ceret, Illa, Prada i Tuïr, i els liceus de Ceret, Prada o Vilallonga dels Monts per al batxillerat.
Vallmanya disposa d'una sala d'exposicions sobre les dues temàtiques que defineixen principalment Vallmanya: el treball del ferro i la resistència del 1939 - 1945.

## Llocs i monuments
- Castell de Vallmanya, o del Burc
- Església parroquial de Sant Vicenç
- Mines i poblat miner en ruïnes de la Pinosa.

## Personatges lligats a la comuna
- El general Abdó Robert Cassó (1912 - 2002)